# Solomon Kindley
Solomon Terry Kindley (Jacksonville, 3 luglio 1997) è un giocatore di football americano statunitense che milita nel ruolo di offensive guard per i Miami Dolphins della National Football League (NFL).

## Carriera

### Miami Dolphins
Kindley al college giocò a football a Georgia dal 2017 al 2019. Fu scelto nel corso del quarto giro (111º assoluto) del Draft NFL 2020 dai Miami Dolphins. Debuttò come professionista partendo come titolare nella gara del primo turno contro i New England Patriots. La sua stagione da rookie si chiuse disputando 13 partite, tutte come titolare.